# Berthold H. Hass
Berthold H. Hass (* 1971) ist ein deutscher Ökonom.

## Leben
Von 1992 bis 1998 studierte er Betriebs- und Volkswirtschaftslehre an der Humboldt-Universität zu Berlin und der Université de Lausanne. Nach der Promotion 2002 zum Dr. oec. publ. an der Ludwig-Maximilians-Universität München war er von 2003 bis 2009 Juniorprofessor für Betriebswirtschaftslehre insb. Neue Medien am Fachbereich Informatik der Universität Koblenz-Landau. Seit März 2009 ist er Professor für Allgemeine Betriebswirtschaftslehre, insb. Medienmanagement und Marketing am Internationalen Institut für Management der Universität Flensburg.
Seine Forschungsschwerpunkte sind Medien- und Kommunikationsmanagement, d. h. alle ökonomischen Aspekte der Produktion und Vermarktung von Content mittels unterschiedlicher Medien.

## Schriften (Auswahl)
- „Risikobereitschaft“ und „Gewissen“ als Determinanten für kooperatives Verhalten im Gefangenendilemma. Berlin 1998, OCLC 76018940.
- Geschäftsmodelle von Medienunternehmen. Ökonomische Grundlagen und Veränderungen durch neue Informations- und Kommunikationstechnik. Wiesbaden 2002, ISBN 3-8244-7654-1.
- als Herausgeber mit Gianfranco Walsh und Thomas Kilian: Web 2.0. Neue Perspektiven für Marketing und Medien. Berlin 2008, ISBN 3-540-73700-6.
- als Herausgeber mit Rüdiger H. Jung und Carlo Simon: Management in regionalen Netzwerken. Grundlagen, Anwendungen, Perspektiven. Aachen 2010, ISBN 978-3-8322-8100-7.